# Flàvia Maximiana Teodora
Flàvia Maximiana Teodora (en llatí Flavia Maximiana Theodora) coneguda també com a Teodora, va ser una emperadriu romana, considerada fillastra de l'emperador Maximià quan aquest es va casar amb Galèria Valèria Eutròpia, que havia tingut a Teodora amb un primer marit. Alguns autors creuen que en realitat Teodora era una filla natural de Maximià, o d'una primera dona de nom desconegut.
Va ser la segona dona de Constanci Clor. Quan Constanci Clor va ser elevat a cèsar, va haver de repudiar a la seva dona Helena de Constantinoble i casar-se amb la fillastra de Maximià. Constanci va tenir amb Teodora cinc fills.
- Flàvia Valèria Constància (o Constantina), casada amb l'emperador Licini I
- Anastàsia, casada amb Bassià (cèsar)
- Dalmaci Flavi Annibalià
- Juli Constantí
- Eutròpia